# Nepticuloidea
Nepticuloidea là một liên họ côn trùng bao gồm các loài bướm đêm rất nhỏ và có bao mắt (eyecaps) lớn. Liên họ này có 2 họ, họ Nepticulidae có 12 chi phân bố khắp thế giới và thường là loài ăn lá. Họ còn lại là Opostegidae, họ này cũng phân bố trên toàn cầu nhưng chỉ có 7 chi và khoảng 200 loài đã được miêu tả (Davis, 1999).

## Hình ảnh

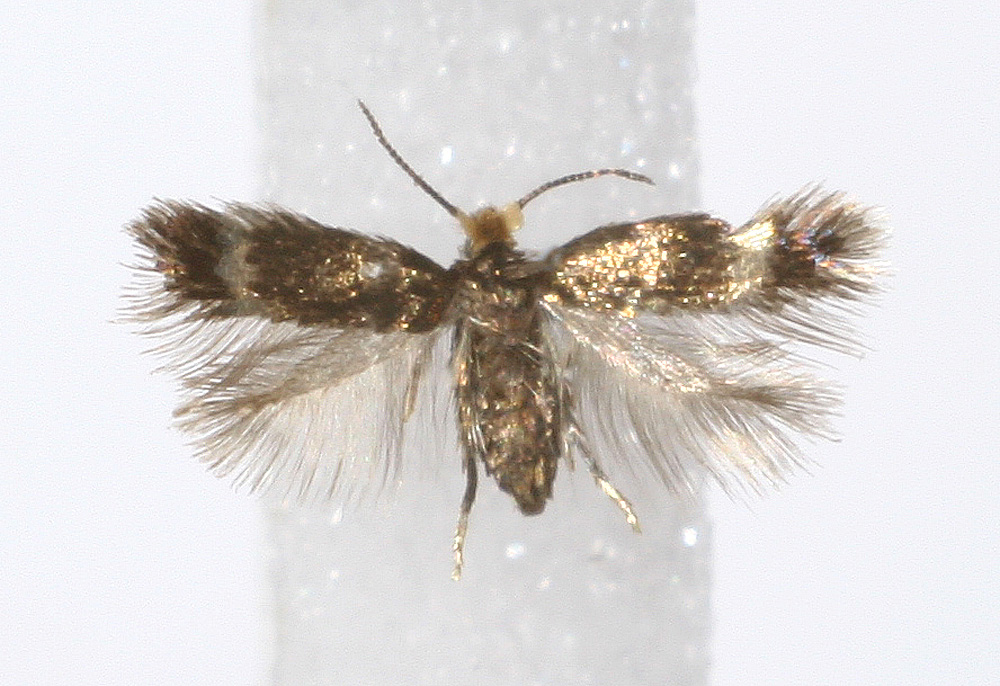
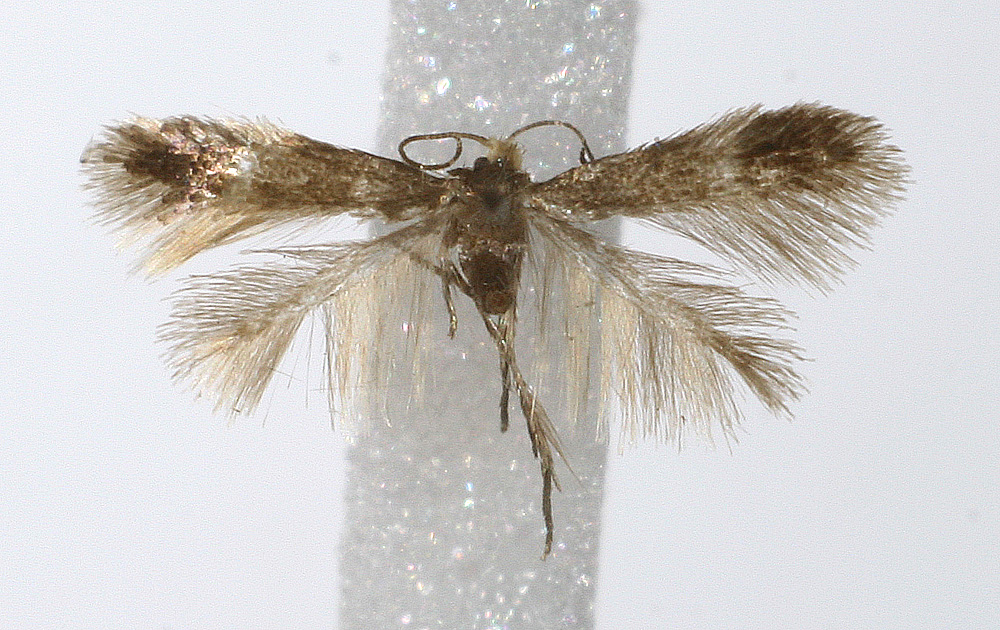
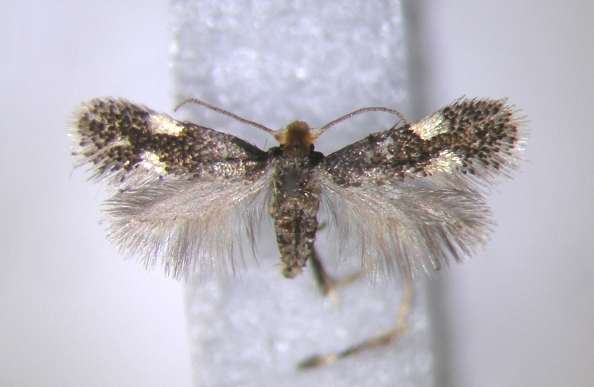

## Sources
- Firefly Encyclopedia of Insects and Spiders, edited by Christopher O'Toole, ISBN 1-55297-612-2, 2002